# Tit Doberšek
Tit Doberšek, slovenski vinogradnik in strokovni pisec, * 1. januar 1913, Stopno pri Slovenski Bistrici, † 18. februar 1990.
Končal je srednjo kmetijsko šolo v Mariboru  (1950) in Višjo upravno šolo v Ljubljani (1960). Služboval je na različnih delavnih mestih v kmetijski stroki; 27 let je poučeval vinogradništvo na kmetijski šoli Grm v Novem mestu. O kmetijski problematiki in vinogradništvu je napisal več knjig, učbenikov in člankov.